# Aphanocephalus besucheti
Aphanocephalus besucheti là một loài bọ cánh cứng trong họ Discolomatidae. Loài này được Schawaller miêu tả khoa học năm 1989.